# Форт в Агра
Фортът в Агра (на хинди: आगरा का किला; на урду: آگرہ قلعہ) е историческа крепост в град Агра, Индия. Моголският император Хумаюн е коронован в нея. През 1565 г. е реновиран от император Акбар Велики, а днешната му структура е завършена през 1573 г. Фортът служи като основна резиденция на владетелите от Моголската династия до 1638 г., когато столицата е преместена от Агра в Делхи. Крепостта е наричана също Лал-Кила и Кила-и-Акбари. Преди да бъде превзета от британците, последните индийски владетели, които я използват, са маратхите. През 1983 г. фортът в Агра е включен в Списъка на световното културно и природно наследство на ЮНЕСКО поради значението си по време на управлението на моголската династия. Разположен е на около 2,5 километра северозападно от по-известния паметник на културата, Тадж Махал.
Както останалата част от Агра, историята на форта до нашествието на Махмуд Газневи е неизвестна. Знае се, че през XV век е обитаван от раджпути. Скоро след това Агра става столица, когато Сикандар Лоди (1487 – 1517 г.) се премества от Делхи и построява някои сгради във вече съществуващия форт в Агра. След първата битка при Панипат през 1526 г. моголите превземат форта и управляват от него.
Северната част на крепостта все още се използва от индийските въоръжени сили (парашутна бригада), поради което тя не е със свободен достъп за обществеността.

## Архитектура
Целият комплекс е с формата на полумесец и е ограден със стена, чиято височина е 21 метра, а периметърът е 2,4 километра. Стената, подобно на повечето структури във форта, е изградена от червен пясъчник. Двете главни порти, портата на Делхи и портата на Лахор, образуват входа на крепостта. Вътре има представителни дворци, няколко джамии и градини. Архитектурният стил хармонично съчетава елементи от ислямската и индуската архитектура.